# Frontul Național de Eliberare al Ogadenului
Frontul Națională de Eliberare al Ogadenului (prescurtat FNEO, în somaleză Jabhadda Wadaniga Xoreynta Ogaadeenya; în arabă الجبهة الوطنية لتحرير أوجادين) este o mișcare socială și politică de bază, care a fost fondată în 1984, pentru a face campanie pentru dreptul la autodeterminare pentru somalezi în statul Somali din Etiopia.